# Коловодник
Коловодник (Tringa) — рід сивкоподібних птахів родини баранцевих (Scolopacidae). Довжина тіла 20—27 см, вага 58—200 г.

## Види
Відомо 13 видів, з них в Україні — шість:
- Коловодник лісовий (Tringa ochropus)
- Коловодник болотяний (Tringa glareola)
- Коловодник великий (Tringa nebularia)
- Коловодник звичайний (Tringa totanus)
- Коловодник чорний (Tringa erythropus)
- Коловодник ставковий (Tringa stagnatilis)
- Коловодник малий (Tringa solitaria)
- Коловодник аляскинський (Tringa incana)
- Коловодник строкатий (Tringa melanoleuca)
- Коловодник охотський (Tringa guttifer)
- Коловодник жовтоногий (Tringa flavipes)
- Коловодник попелястий (Tringa brevipes)
- Коловодник американський (Tringa semipalmata)